# Andrija Andabak
Andrija Andabak (Split, 6. rujna 1956. – Posavina, 7. srpnja 1992.), hrvatski vojnik.

## Život prijeDomovinskog rata
Andrija Andabak od oca Stjepana i majke Ruže (dj. Kaselj) rođen je 6. rujna 1956. godine u Splitu. Djetinjstvo provodi u Nuštru, gdje pohađa osnovnu školu, a nakon toga i srednju Tehničku školu Ruđera Boškovića u Vinkovcima, smjer elekrotehničar. Oženio se s Nadom Čović dana 27. prosinca 1980. godine. Zapošljava se u poduzeću Vupik u Vukovaru 1981. godine, kada dobiva sina Marka 1981., te Stjepana 1984. godine. Živio je u obiteljskoj kući u Nuštru zajedno s bratom Zvonimirom, sestrom Dragicom, ocem i majkom.

### Vojna obuka
Godine 1979./1980. služi kao ročnik u JNA u mjestu Bitolj u Makedoniji gdje se uči poglavito radu na protuoklopnim raketama tipa 9M14 Maljutka. Nakon toga najmanje jednom mjesečno ide na vojne vježbe.

## Početak i tijekDomovinskog rata
U lipnju 1991. godine dragovoljno se prijavljuje u 109. Vinkovačka brigada, gdje i započinje svoje protuoklopno vojno djelovanje prvim pogotkom već 28. rujna 1991. 
Nakon uništenog 15. oklopa, od tadašnjeg zapovjednika J. Zvirotića, na poklon dobiva pištolj češku Zbrojovku M75, a uspjeh u boju Andrije Andabaka daleko se čuo, te je Andabak pozvan na večeru u Banske dvore kod predsjednika RH Franje Tuđmana 1992. gdje su ga ugostili i Anton Tus, te Janko Bobetko. Radio je kao instruktor na vojnom učilištu u Zagrebu.
10. travnja 1992. godine uništava 31. oklop, T-55, a do pogibije i svoj posljednji oklop M-84. Priznato mu je uništenje ili onesposobljavanje ukupno 32 oklopa, od čega 30 tenkova (14. M-84 16. T-55 1 BVP i 1 transporter).  Poginuo je 7. srpnja 1992. u Posavini i pokopan je u Nuštru.

## Post mortum
Posmrtno je odlikovan činom bojnika, a naknadno i pukovnika, te je obitelji poginulog dana 19. prosinca 1995. godine uručen Red kneza Domagoja s ogrlicom, a prethodno Red Petra Zrinskog i Frana Krste Frankopana i Spomenica domovinskog rata.
U čast Andrije Andabaka, ali i svih poginulih nuštarskih branitelja svake godine održava se memorijal koji nosi njegovo ime.
Andrija Andabak u Domovinskome ratu poznat je bio kao osoba koja niti jednog trenutka nije razmišljala o sebi nego kako da svojim umijećem pridonese obrani domovine. Bio je veliki znalac i vrsni operator. Andrija Andabak je sam uništio 32 oklopna vozila u samo 8 mjeseci Domovinskog rata. 
Njegovim imenom, nazvano je priznanje koje Hrvatska vojska dodjeljuje za 3 ili više uništenih oklopnih vozila.
Dana 7. srpnja 2009. godine na obiteljskoj kući gdje je živio, otkrivena je spomen-ploča legendarnom Andriji Andabaku.